# Valensův akvadukt
Valensův akvadukt (turecky: Valens Su Kemeri, starořecky: Ἀγωγὸς τοῦ ὕδατος) je starořímský akvadukt postavený ve 4. století pro zásobování Konstantinopole – hlavního města Východořímské říše (dnes Istanbul v Turecku). Stavba akvaduktu začala za vlády římského císaře Constantia II. (vládl 337–361) a byla dokončena v roce 373 císařem Valensem (vládl 364–378). Stavba byla dokončena roku 368. Podle ne zcela jistých zpráv byly jeho základy položeny již ve 2. století za Hadriána. Akvadukt zůstal v provozu po mnoho staletí. Používali ho pozdní Byzantinci (Andronikos I. Komnenos byl posledním byzantským císařem, který akvadukt udržoval), později i Osmané (např. Sulejman Nádherný pověřil architekta Mimara Sinana, aby přidal k systému další dvě linie, dopravující vodu z Bělehradského lesa). Zpočátku akvadukt přiváděl vodu z pramenů v Danımandere a Pınarca, kanály z obou pramenů pramene se setkávaly v Dağyenice. Tento první akvadukt ze 4. století byl dlouhý 268 kilometrů. Druhá část z 5. století přidala dalších 451 kilometrů potrubí, které odvádělo vodu z Vize, jež leží 120 kilometrů od Konstantinopole. Část akvaduktu Turky nazývaná Bozdoğan Kemeri je nejzachovalejší a tento asi kilometrový úsek vedoucí po monumentální mostní konstrukci nad dnešním Atatürkovým bulvárem je také nejfotografovanější a stal se velkým symbolem Istanbulu. V nejvyšším místě most měří 29 metrů. Pilíře mají tloušťku 3,70 metru, spodní oblouky jsou široké 4 metry. Geofyzikální průzkumy provedené v roce 2009 ukázaly, že základy pilířů jsou přibližně 5,4–6 metrů pod současným povrchem. Podle tradice byl akvaduktový most postaven z kamenů chalcedonských hradeb, které byly strženy v roce 366 jako trest za Procopiovu vzpouru. Mostní stavba byla slavnostně otevřena v roce 373. Mostů bylo v celém systému asi třicet. Vodovodní systém Konstantinopole byl největší v celém starověkém světě. To se ale dlouho netušilo - údaje starověkých dějepisců (Themistios aj.) byly považovány za nadsazené, dokud archeologové ve 20. století neobjevily ztracené části akvaduktu. Voda přivedená z hor byla v Konstantinopoli uchovávána ve více než stovce podzemních cisteren (jednou z nich byla známá Bazilika Cisterna), s celkovou kapacitou přes jeden milion metrů krychlových.